# Rugby Europe Sevens Trophy 2023
El Rugby Europe Sevens Trophy de 2023 fue la decimosegunda temporada del circuito secundario de selecciones nacionales masculinas europeas de rugby 7.

## Calendario
| Torneo                 | Ciudad   | Fecha                  | Campeón |
| ---------------------- | -------- | ---------------------- | ------- |
| Seven de Zagreb 2023   | Zagreb   | 16-18 de junio de 2023 | Ucrania |
| Seven de Budapest 2023 | Budapest | 8-9 de julio de 2023   | Letonia |

## Tabla de posiciones
|  | Campeón. |

| Pos | País       | CRO | HUN | Puntos |
| --- | ---------- | --- | --- | ------ |
| 1   | Ucrania    | 20  | 18  | 38     |
| 2   | Croacia    | 18  | 14  | 32     |
| 3   | Suecia     | 16  | 16  | 32     |
| 4   | Letonia    | 10  | 20  | 30     |
| 5   | Hungría    | 14  | 12  | 26     |
| 6   | Suiza      | 12  | 10  | 22     |
| 7   | Luxemburgo | 6   | 4   | 10     |
| 8   | Moldavia   | 2   | 8   | 10     |
| 9   | Polonia    | 8   | 2   | 10     |
| 10  | Israel     | 3   | 6   | 9      |
| 11  | Dinamarca  | 4   | 3   | 7      |
| 12  | Bulgaria   | 1   | 1   | 2      |